# Nueva Segovia
Nueva Segovia is een departement van Nicaragua, gelegen in het noorden van het land. De hoofdstad is Ocotal.
Het departement heeft een oppervlakte van 3491 km² en wordt bewoond door 267.900 mensen (2019).

## Gemeenten
Het departement is ingedeeld in twaalf gemeenten:
- Ciudad Antigua
- Dipilto
- El Jícaro
- Jalapa
- Macuelizo
- Mozonte
- Murra
- Ocotal
- Quilalí
- San Fernando
- Santa María
- Wiwilí de Nueva Segovia

Boaco · Carazo · Chinandega · Chontales · Estelí · Granada · Jinotega · León · Madriz · Managua · Masaya · Matagalpa · Nueva Segovia · Rivas · Río San Juan
Autonome regio's: Región Autónoma de la Costa Caribe Norte · Región Autónoma de la Costa Caribe Sur